# Lípa republiky (Staroklánovická)
Lípa republiky ve Staroklánovické v Újezdě nad Lesy je významný strom, který roste v parku před Základní školou poblíž zastávky MHD Hulická.

## Popis
Lípa roste na zatravněné ploše v parku před školou. Obvod kmene má 200 cm, výška není uvedena (r. 2019). V databázi významných stromů Prahy je zapsaná od roku 2019.

## Historie
Lípa svobody byla vysazena 29. října 1968 na připomínku 50. výročí vzniku Československé republiky. Zasadili ji žáci místní devítileté školy za přítomnosti předsedy MNV Ludvíka Pravdy, ředitele školy Václava Navrátila a paní učitelky Marie Podlipné.

## Významné stromy v okolí
- Lípa svobody (Újezd nad Lesy)
- Lípa republiky (Ježkův park)
- Lípa republiky (Zaříčanská)